# Крики Сопрано (Катанцаро)
Крики Сопрано је насеље у Италији у округу Катанцаро, региону Калабрија.
Према процени из 2011. у насељу је живело 17 становника. Насеље се налази на надморској висини од 699 м.